# Flakon
Ein Flakon (auch: Flacon; IPA: [flaˈkɔ̃ː], anhörenⓘ) ist ein meist aus geschliffenem Glas bestehendes Gefäß mit schmalem Hals und einer runden Form als Bauch, in dem in der Regel Parfum aufbewahrt wird.
Im Deutschen Wörterbuch wird der oder auch das Flakon als Schraubenfläschchen „mit spirituösen und wohlriechenden Dingen“ als Inhalt und allgemein genutzt als Riechfläschchen betrachtet.

## Etymologie
Das Wort selbst stammt aus dem Französischen und wurde im 18. Jahrhundert ins Deutsche rückentlehnt, nachdem es vom Westgermanischen flasca (gotisch: flasco; daraus später Flasche) für eine Gefäßbezeichnung zunächst von römischen Soldaten ins Romanische entlehnt wurde.

## Aussehen

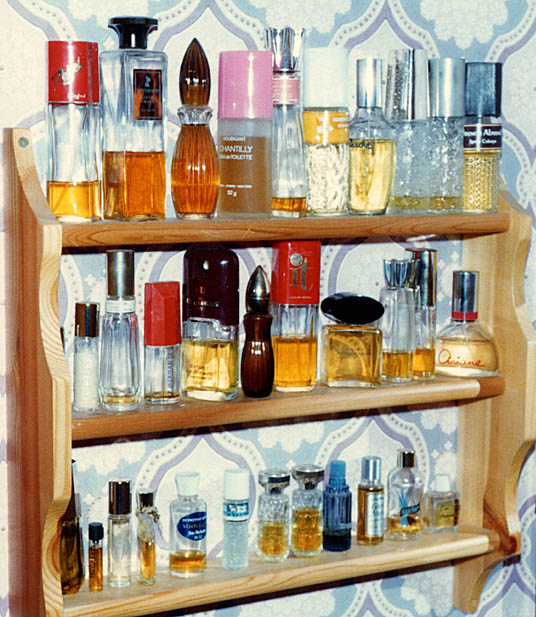
Flakons in den unterschiedlichsten Formen

Flakons sind in einer großen Vielfalt anzutreffen und können nahezu jede Farbe aufweisen. Rundlich oder eckig, breit oder schlank – es ist selten, dass ein Parfümflakon dem anderen gleicht. Häufig sind die Formen einer weiblichen, filigranen Silhouette oder der Form eines Tieres wie beispielsweise einem Schwanenhals nachempfunden.

## Geschichte
In den ersten zwei Jahrhunderten n. Chr. bliesen die syrischen Glasmacher Glasgefäße in Formen, vor allem Flakons, Schalen und Kolben, häufig mit aufgeschmolzenen Fäden, aber auch mit eingeschmolzenen ägyptischen Ornamenten reliefartig verziert.
Um 1900 in der Belle Époque wurde das Parfum zu einem Luxusgegenstand. Seitdem trägt es einen Namen und befindet sich in einem Flakon.
Die historische Entwicklung des Flakons, von den Anfängen in der Antike bis hin zur Moderne, dokumentiert und erforscht das Europäische Flakonglasmuseum in Kleintettau am Rennsteig.

## Museen
- Das Europäische Flakonglasmuseum in Kleintettau widmet sich speziell dem Glasflakon der Parfüm- und Kosmetikkultur von der Antike bis in die Moderne.[5][6]
- Das Deutsche Verpackungs-Museum in Heidelberg verdeutlicht den funktionalen Aspekt des Flakons als Verpackungsmedium.
- Flakons aus unterschiedlichen Epochen und Materialien beinhaltet mit mehr als 2.000 Einzelobjekten die Sammlung Schwarzkopf des Deutschen Hygiene-Museums in Dresden.[7]